# Unidos do Alvorada
O Grêmio Recreativo Escola de Samba Unidos do Alvorada é uma escola de samba da cidade de Manaus, no estado brasileiro do Amazonas. Sua quadra atualmente está situada na rua São Bernardo, esquina com o Prosamim do bairro do Alvorada.

## História
A escola de samba Unidos da Alvorada foi fundada em 1995 a partir da Banda do Jacaré que já existia à época. A fundação da agremiação foi formada por Heroldo Linhares, Macarrão, Joacy Castelo, Roque Lane, Mário Jorge Jimenez, Paulo Roberto, Marilzo Reis, Guilherme Silva, Martinho Silva, Teangela Silva, Sergio Gaia, Roberval Alves, David Queiroz, Raimundo Gomes Bizantino, Paulo França (falecido), Alexandre Silva (falecido), José Carlos Grajeiro e contou com a contribuição do sambista Bosco Saraiva, orientador e autor do primeiro enredo e do samba enredo da escola.
Já no ano de 2012 fez uma homenagem para o levantador de toadas David Assayag, apresentando um desfile grandioso, mas teve problemas com a evolução e acabou obtendo a sétima e penúltima colocação do Grupo Especial. Em 2013 a escola apresentou um enredo sobre a beleza, onde conseguiu o vice-campeonato desfilando as 05:00 horas da manhã.
No ano seguinte, homenageou o lutador do UFC José Aldo. Com pouca verba disponibilizada pelo Governo do Estado e pela Prefeitura de Manaus, a agremiação praticamente preparou o seu desfile em 22 dias. Mesmo desfilando parte sobre chuva torrencial, levou 4 carros alegóricos para o Sambódromo de Manaus e animou a sua torcida que continuava presente no momento do desfile. Na apuração, com o consenso de quase todos os presidentes das Escolas de Samba de Manaus, todas as escolas do Grupo Especial de Manaus foram declaradas Campeãs do Grupo Especial de 2014 em Manaus.
Em 2015, a Unidos do Alvorada fez uma homenagem a saúde levando para a avenida do samba o enredo "Saúde, Alegria e Paz. O Resto a Gente corre Atrás " ficando no quinto lugar na classificação.
Em 2016 a escola fez uma homenagem ao conto do Rei Arthur, prestando também uma grande homenagem a Artur Virgílio Filho, pai do prefeito Artur Neto. Na apuração, final dividiu o vice-campeonato com a Grande Família.
Em 2017 a Unidos do Alvorada fez homenagem aos filhos do Nordeste trazendo o enredo "Meu "Padim"... Abençoai esse povo guerreiro, filhos do chão rachado do Nordeste Brasileiro", ficando novamente em quinto lugar.

## Segmentos

### Presidente
| Nome             | Mandato        | Ref.  |
| ---------------- | -------------- | ----- |
| Roquelane Alves  | ? - ?          | [ 3 ] |
| Heroldo Linhares | ? - Atualidade | [ 4 ] |

### Diretores
| Ano  | Diretor de Carnaval  | Diretor de harmonia | Mestre de bateria | Ref.  |
| ---- | -------------------- | ------------------- | ----------------- | ----- |
| 2013 |                      | Cosmo Fernandes     | Marinho Saúba     | [ 5 ] |
| 2014 | Comissão de Carnaval | Cosmo Fernandes     | Marinho Saúba     |       |
| 2015 | Mario Jorge Jimenez  | Cosmo Fernandes     | Marinho Saúba     | [ 6 ] |
| 2017 |                      | Cosmo Fernandes     | Marinho Sauba     |       |
| 2018 |                      | Cosmo Fernandes     | Marinho Sauba     |       |
| 2019 |                      | Carlos Alberto      | Rinaldo Batata    |       |

### Coreógrafo
| Ano       | Nome          | Ref.  |
| --------- | ------------- | ----- |
| 2013-2015 | Gandhi Tabosa | [ 7 ] |
| 2017      |               |       |

### Casal de Mestre-sala e Porta-bandeira
| Ano       | Nome                             | Ref.  |
| --------- | -------------------------------- | ----- |
| 2013      | Alexandre Silva e Thaila Aragão  | [ 5 ] |
| 2014-2015 | Alexandre Silva e Sabrina Davila | [ 8 ] |
| 2017      | Hans Muller e Karol Schmidt      |       |

### Corte de bateria
| Ano  | Rainha             | Madrinha        | Musa                    | Rainha da Escola | Ref    |
| ---- | ------------------ | --------------- | ----------------------- | ---------------- | ------ |
| 2013 | Tatiana Araújo     |                 |                         |                  | [ 5 ]  |
| 2014 | Tatiana Araújo     | Luciane Melo    | Aparecida Silva "Donga" |                  | [ 9 ]  |
| 2015 | Thalita Silva      | Katiely Morais  | Aparecida Silva "Donga" | Maylin Menezes   | [ 10 ] |
| 2016 | Luanna Vasconcelos | Katiely Morais  | Aparecida Sabba "Donga" | Maylin Menezes   | [ 11 ] |
| 2017 |                    | Katiely Morais  | Aparecida Sabba         | Maylin Menezes   |        |
| 2018 | Maylin Menezes     |                 |                         |                  |        |
| 2019 | Debora Silva       | Aparecida Sabba | Talita Silva            |                  |        |

## Carnavais
| Ano  | Colocação   | Grupo    | Enredo | Carnavalesco | Intérprete       | Ref                  |
| ---- | ----------- | -------- | --- | --- | ---------------- | -------------------- |
| 1997 | Convidada   | Grupo 1  | De onde vim, Pra onde vou | Saulo Borges |                  |                      |
| 1998 | Vice-campeã | Grupo 1  | Cantando e Dançando em Azul, Brasil de Norte a Sul | Amadeu Pinto |                  |                      |
| 1999 | 4º lugar    | Especial | Sou o que Sou, Não o que Dizem | | Agnaldo do Samba | [ 12 ]               |
| 2000 | 6º lugar    | Especial | Abací-Ruja, O Índio Sonhador | |                  |                      |
| 2001 | 3º lugar    | Especial | O Futuro à Deus pertence | |                  |                      |
| 2002 | 3º lugar    | Especial | Sou Fibra, Sou Raça, Sou Povo | |                  |                      |
| 2003 | 5º lugar    | Especial | A Alvorada na era de Aquários | |                  |                      |
| 2004 | 4º lugar    | Especial | Eduardo... Do Passado e do Presente, Orgulho de Nossa Gente | Varildo Alves |                  |                      |
| 2005 | 3º lugar    | Especial | Amazonas, teu pólo é o colo dos Deuses que se multiplica em Esperança...                                                                                       | Varildo Alves |                  |                      |
| 2006 | 5º lugar    | Especial | Amazonas de Encantos de Rios, Florestas, Turistas e festas | Varildo Alves Chermo Fernandes (figurinista)                                                                     |                  | [ 13 ]               |
| 2007 | 5º lugar    | Especial | Rio Preto da Eva, do Jardim do Éden ao Paraíso da Selva Compositores:Augusto, Diney, Cabelo do Reco e Ray Guimarães                                            | | Agnaldo do Samba | [ 12 ] [ 14 ] [ 15 ] |
| 2008 | 6° lugar    | Especial | Aquecimento Global: o alvorecer da ciência com consciência Compositores:Ivo Patrô, Mestre China, Teângela, Jura, Célia Skendel, Carol e Ivanete                | | Agnaldo do Samba | [ 16 ] [ 17 ]        |
| 2009 | 4º lugar    | Especial | De Exu a Oxalá, com as bênçãos do Criador, tudo pode Mudar | |                  |                      |
| 2010 | 6º lugar    | Especial | Sabedoria | |                  | [ 18 ]               |
| 2011 | 5º lugar    | Especial | Da palha ao ouro, Alvorada meu tesouro | |                  |                      |
| 2012 | 7º lugar    | Especial | David Assayag: Numa Alvorada em Azul e Branco, Um Canto de Luz Compositores: Marinho Sauba, Rodrigo Novaes, Augusto McFlay, Tonico Alvorada e Judson do Cavaco | | Nélson Pilão     | [ 19 ] [ 20 ] [ 3 ]  |
| 2013 | Vice-campeã | Especial | A Beleza está nos Olhos de Quem Vê Compositores: Alan Vasconcelos, Marden Gonçalves, Marlon Oliveira e Frank Ricardo                                           | Helerson Maia | Nêgo             | [ 21 ] [ 5 ]         |
| 2014 | Campeã      | Especial | José Aldo, Prata da Casa, Ouro do Mundo | Helerson Maia | Nêgo             |                      |
| 2015 | 5º lugar    | Especial | Saúde, Alegria e Paz. O Resto a Gente corre Atrás | Comissão de Carnaval Helen Veras, Gandhi Tabosa, Marino Caldas, Edmundo Martins, Jorge Ricardo, Wichard Nunes    | Vandinho         |                      |
| 2016 | Vice-campeã | Especial | Rei Arthur, o Legado de uma Lenda | Comissão de Carnaval Edmundo Martins, Jorge Ricardo, Marino Caldas, Carlos Silva, Leon Medeiros.                 |                  | [ 22 ]               |
| 2017 | 5° Lugar    | Especial | Meu "Padim"... Abençoai esse povo guerreiro, filhos do chão rachado do Nordeste Brasileiro                                                                     | Comissão de Carnaval Edmundo Martins, Jorge Ricardo, Carlos Silva e Renato Castro Chermo Fernandes (figurinista) |                  |                      |
| 2018 | 3º Lugar    | Especial | Purus, de Filhos Guerreiros, Magias e Lendas | | Auzier do Samba  |                      |
| 2019 | 6° Lugar    | Especial | "All-in - Copag pra ver". Na avenida do Samba a Alvorada dá as cartas                                                                                          | | Ciganerey        |                      |
| 2020 | 5° Lugar    | Especial | Oi, eu estou aqui! Alvorada com um Cromossomo a mais mostra que ser diferente é normal!                                                                        | |                  |                      |
| 2023 | 7º Lugar    | Especial | Obu Manaó, o alvorecer da cura sob as bênçãos do céu Anauê Samel!                                                                                              | |                  | [ 23 ]               |
| 2024 | 4° Lugar    | Especial | Adetutu- o sonho de uma mãe africana | |                  |                      |